# Никогосян, Арнольд
Арнольд Никогосян (англ. Arnauld Nicogossian; 10 декабря 1936, Днепропетровск, Украинская ССР, СССР) — американский учёный в области космической медицины, доктор медицинских наук, заслуженный профессор-исследователь и директор Центра изучения международной медицинской политики и практики Школы государственной политики Университета Джорджа Мейсона. Иностранный член НАН РА, действительный член Международной академии астронавтики.
Заместитель администратора Управления НАСА по изучению жизни и микрогравитации в Вашингтоне, директор медико-биологического департамента НАСА, президент Американского астрономического общества (1994–1996).
Главный врач экипажа астронавтов в первой международной пилотируемой космической программе «Союз — Аполлон». Запустил исследования, направленные на изучение последствий космических полетов на организм человека и первым предложил руководству НАСА отделить медицинскую науку от охраны здоровья астронавтов. Занимал ответственные должности в области исследований и разработок НАСА более 30 лет.

## Биография
Никогосян проводил исследования в области биозащиты и политики здравоохранения. Он также является директором по государственной политике Международного общества микробной резистентности (ISMR) и членом Национального консультативного комитета Американского Красного Креста.
Работал заместителем администратора по наукам о жизни и микрогравитации Национального управления по аэронавтике и исследованию космического пространства (НАСА), назначенным должностным лицом агентства по вопросам здравоохранения и безопасности, главным медицинским директором и старшим советником по вопросам здравоохранения. Он управлял и финансировал обширный портфель исследований и разработок в области космической биологии, медицины, физики и химии. Он также отвечал за надзор за профессиональными программами НАСА и программами здравоохранения астронавтов.
Никогосян являлся дипломатом Американского совета по профилактической медицине (аэрокосмическая промышленность), имеет степень магистра наук Университета штата Огайо и лицензию на медицинскую практику в штате Вирджиния. Он был президентом трёх профессиональных обществ и занимал должность преподавателя в Университете медицинских наук силовых структур в Бетесде, штат Мэриленд. Являлся членом Американского колледжа врачей, Американского колледжа профилактической медицины, Ассоциации аэрокосмической медицины, Американского астронавтического общества и действительным членом Международной академии астронавтики.
Арнольд Никогосян получил множество наград и медалей от правительств США и иностранных государств за вклад в образование и гуманитарную помощь с использованием телемедицины. Он является иностранным членом Армянской академии наук и заслуженным преподавателем Московского государственного университета, Россия. Он был награжден двумя медалями НАСА за выдающиеся заслуги, наградой за высшие должностные обязанности, президентским званием и наградами НАСА за изобретения и вклад.
Никогосян много публиковался в рецензируемой литературе. Вместе с академиком Газенко О.Г. он отредактировал четыре тома совместной американо-российской книги по космической биологии и медицине, опубликованной на английском и русском языках издательствами AIAA (2005) и «Наука Пресс», а также является автором нескольких учебников. Он также является старшим редактором классического учебника «Космическая физиология и медицина» . Его опыт заключается в управлении программами, стратегическом планировании и проведении исследований и технологических разработок, анализе и оценке политики в области здравоохранения и медицины, глобальном общественном здравоохранении, аэрокосмической медицине и терапии внутренних болезней.
В мае 1996 года он был назначен заместителем администратора по наукам и приложениям о жизни и микрогравитации. В этом качестве он руководил планированием и проведением международных наземных и космических экспериментов в области наук о жизни, технологий жизнеобеспечения, биотехнологий, материаловедения, аэрокосмической медицины, гигиены труда. Никогосян внёс значительный вклад в миссию НАСА по обеспечению здоровья экипажей исследовательских миссий.
Он был ведущим врачом первой международной миссии НАСА по полёту человека в космос — испытательного проекта «Союз — Аполлон». Никогосян также планировал и осуществлял исследовательскую деятельность для миссий «Мир — Шаттл», был пионером в применении дистанционного зондирования и географической информации для обнаружения трансмиссивных инфекционных заболеваний и использовании телемедицины для гуманитарной помощи при международных катастрофах.
В июле 2000 года Никогосян сыграл важную роль в создании Управления главного здравоохранения и медицины НАСА и был его первым директором. Он также был выдающимся приглашенным научным сотрудником Управления международных программ Университета Мэриленда в Колледж-Парке. Никогосян продолжил свою академическую деятельность в качестве почетного приглашенного профессора Университета Джорджа Мейсона.

### Области исследований
- Аэрокосмическая медицина
- Глобальное общественное здравоохранение и профилактическая медицина
- Политика здравоохранения
- Медицина внутренних органов
- Управление программой/проектом
- Политика общественного здравоохранения
- Стратегическое планирование и проведение исследований и разработок[7]

## Награды
- Медаль НАСА за выдающиеся заслуги;
- Премия НАСА за вклад и изобретения;
- Благодарственное письмо президента за общественные работы;
- Медаль С.П. Королева Российской Федерации космонавтики;
- Премия У. Рэндольфа Лавлейса II Американского астронавтического общества;
- Книжная премия Международной академии астронавтики в области наук о жизни[6].